# Prosíčka
Prosíčka (en allemand : Prositschka) est une commune du district de Havlíčkův Brod, dans la région de Vysočina, en République tchèque. Sa population s'élevait à 137 habitants en 2020.

## Géographie
Prosíčka se trouve à 5 km au nord-est de Ledeč nad Sázavou, à 23 km au nord-ouest de Havlíčkův Brod, à 41 km au nord-nord-ouest de Jihlava et à 75 km au sud-est de Prague.
La commune est limitée par Číhošť au nord, par Vlkanov à l'est, par Světlá nad Sázavou et Pavlov au sud, et par Hradec et Kozlov à l'ouest.

## Histoire
La première mention écrite de la localité date de 1457.

## Administration
La commune se compose de trois quartiers :
- Dolní Prosíčka
- Horní Prosíčka
- Nezdín

## Transports
Par la route, Prosíčka se trouve à 6 km de Ledeč nad Sázavou, à 30 km de Havlíčkův Brod, à 56 km de Jihlava et à 97 km de Prague.